# إيفون حداد
إيفون يزبك حداد (ولدت في سوريا) هي أستاذة تاريخ الإسلام والعلاقات المسيحية الإسلامية في مركز الأمير الوليد بن طلال للتفاهم الإسلامي المسيحي بجامعة جورج تاون. تشمل اهتماماتها وتركيزها الإسلام المعاصر؛ التاريخ الفكري والاجتماعي والسياسي في العالم العربي؛ الإسلام في الغرب؛ التفسير القرآني؛ والجنس والإسلام. يركز بحث حداد الحالي على المسلمين في الغرب وعلى الحركات الثورية الإسلامية. لها منشورات على نطاق واسع في مجال الدراسات الإسلامية.
وُصفت حداد بأنها "في قمة مجالها في دراسة المسلمين في أمريكا" و"المترجم الأول للشريعة الإسلامية" تجربة في الولايات المتحدة." هي الشخصية الرائدة في مدرسة فكرية ترى أن القضية الرئيسية بالنسبة للمسلمين في الولايات المتحدة هي الصراع بين القيم الإسلامية التقليدية والاندماج في التيار الرئيسي للمجتمع الأمريكي.
```
حصلت حداد على درجة الدكتوراه في التنمية الاقتصادية والسياسية والتراث الإسلامي عام 1979 من جامعة هارتفورد الدولية للدين والسلام في 
هارتفورد
، 
كونيتيكت
، ودرجة الماجستير في التاريخ المقارن 1971 من 
جامعة ويسكونسن
 في 
ماديسون
. بالإضافة إلى ذلك، التحقت بجامعة 
جامعة بوسطن
، حيث حصلت على ماجستير التربية الدينية وحصلت على درجة الدكتوراه في التربية الدينية وتنمية المهارات القيادية عام 1966، 
والجامعة اللبنانية الأمريكية
 في لبنان.
[
1
]
 وكانت أيضًا أستاذة التاريخ في 
جامعة ماساتشوستس في أمهرست
.
[
5
]
```

تصف إيفون حداد نفسها بأنها مشيخية. هاجرت إلى الولايات المتحدة الولايات في عام 1963.

## الأعمال المنشورة
- إيفون حداد. أقلية متلاشية: المسيحيون في الشرق الأوسط (ببليوغرافيا مشروحة).: قادم.
- إيفون حداد. "ليست أميركية تماماً؟ تشكيل الهوية العربية والإسلامية في الولايات المتحدة"، محاضرة تاريخية في إدمونسون.: مطبعة جامعة بايلور، 2004.
- إيفون حداد، جون إسبوزيتو. النهضة الإسلامية منذ عام 1989: دراسة نقدية وببليوغرافيا 1989-1994. ويستبورت، CT: مطبعة غرينوود، 1997.
- إيفون حداد، جين سميث. مهمة إلى أمريكا: خمس حركات طائفية إسلامية في أمريكا الشمالية. غينزفيل، فلوريدا: مطبعة جامعة فلوريدا، 1993.
- إيفون حداد، جون فول، جون إسبوزيتو، كاثلين مور، وديفيد صوان. النهضة الإسلامية المعاصرة: دراسة نقدية وببليوغرافيا. ويستبورت، CT: مطبعة غرينوود، 1991.
- إيفون حداد، أدير لوميس. القيم الإسلامية في الولايات المتحدة: دراسة مقارنة. نيويورك: مطبعة جامعة أكسفورد، 1987.
- إيفون حداد. «الإسلام المعاصر وتحدي التاريخ». ألباني، نيويورك: مطبعة جامعة ولاية نيويورك، 1982.
- إيفون حداد، جين سميث. الفهم الإسلامي للموت والقيامة. ألباني، نيويورك: مطبعة جامعة ولاية نيويورك، 1981.

## أنظر أيضاً
- حنا عتيق
- سابا (إسبر)